# (100533) 1997 CH17
(100533) 1997 CH17 es un asteroide perteneciente al cinturón de asteroides, descubierto el 1 de febrero de 1997 por el equipo del Spacewatch desde el Observatorio Nacional de Kitt Peak, Arizona, Estados Unidos.

## Designación y nombre
Designado provisionalmente como 1997 CH17.

## Características orbitales
1997 CH17 está situado a una distancia media del Sol de 2,272 ua, pudiendo alejarse hasta 2,742 ua y acercarse hasta 1,802 ua. Su excentricidad es 0,206 y la inclinación orbital 2,677 grados. Emplea 1251,59 días en completar una órbita alrededor del Sol.

## Características físicas
La magnitud absoluta de 1997 CH17 es 16,6.